# Ogíjares
Ogíjares és un municipi a la part centre-sud de la Vega de Granada (província de Granada). Limita amb els municipis d'Armilla, Granada, La Zubia, Gójar i Alhendín.